# Francisco Muros Ubeda

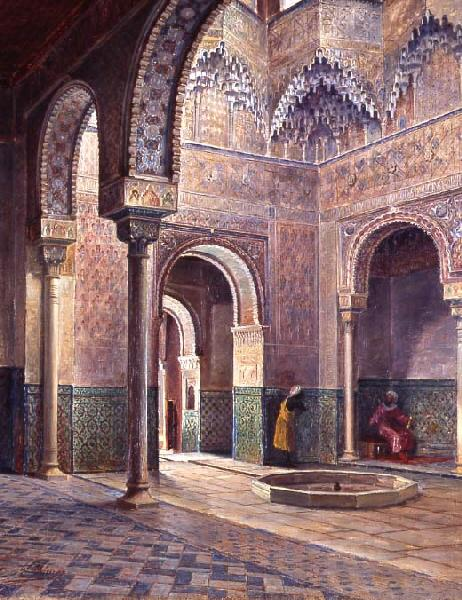
Museo Casa de los Tiros, Sala de los Abencerrajes.Soporte-Lienzo.Técnica-Óleo.Dimensiones: Altura = 47 cm; Anchura = 37 cm

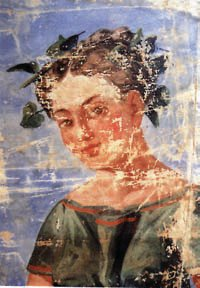
Composición pictórica de tema clásico

Francisco Muros Úbeda (Granada, 19 de febrero de 1836 - Ib., 2 de junio de 1917) fue un pintor perteneciente a la escuela granadina del siglo XIX, delineante y profesor honorario de la escuela de bellas artes de Granada.
Por su obra y magisterio alcanzó predominio en el campo de la pintura local y proyección en el ámbito nacional. Autor entre otras obras de " las decoraciones en el techo del Teatro Calderón de Motril"," La desesperación de Judas"( medalla de oro del ayuntamiento de Granada en las fiestas del Corpus),"Interior de la Sala de las dos Hermanas","Malas nuevas de la guerra","Puerta de las Pesas","Sala de reposo de los baños".Se estrenó en púbico en la Exposición de Artes que la Sociedad Económica de Amigos del País de la provincia organizó con motivo de las fiestas locales de 1857 y lo hizo con varias obras, entre las que destacaba un "Autorretrato pintando" que le valió una medalla de plata ).

## Historia
Nació en Granada el 19 de febrero de 1836, bautizado
el 23 del mismo mes en la parroquia de San Ildefonso con
los nombres de Francisco de Paula María de la Santísima
Trinidad, hijo de Francisco Muros, de la parroquia de San
Cecilio, y Mª del Carmen Ubeda González, nacida en Almería
el 16-7-1813. El pequeño Francisco quedó huérfano de
padre antes de cumplir cinco años y su madre se puso a
trabajar de costurera, yéndose a vivir con ellos la abuela
materna, María González, también viuda, al domicilio que
tenían en 1840 sito en la calle Huesario, n.º 35.
Años más tarde, en 1859, vivían como agregados en la
casa del pintor José Megias, en Cervantes, n.º 6 . Su
madre debió fallecer antes del 1 de octubre de 1870, fecha
en que hallamos a Francisco viviendo solo en la calle
Campanas, 12-bajo , pero por poco tiempo pues el 30 de
agosto de 1871 nació su hijo Francisco de su matrimonio con
Micaela Garrido Asencio (Granada, Parroquia de San Gil, 25-
6-1843), y acompañaban al matrimonio en 1874 la madre de
la mujer, Candelaria Asencio Fernández (Granada, Parroquia del Sagrario, 2-2-1818), viuda, y un hermano soltero.
Tuvieron un segundo hijo, de nombre Aurelio, el 2 de
septiembre de 1878, al que bautizaron'en la parroquia de
San Gil, y tenían su domicilio en 1880 en la Cuesta de
Gomérez nº29 Y en 1895 estaban en la calle-Oficios
n.º 6 y 8 de la ciudad de la Alhambra.
Su formación artística, la consiguió en la Escuela de Bellas Artes de Granada.
1849-50: optante
1851-52: Dibujo de la Estampa: pase a Extremos
(abril) y premio en Extremos (fin de curso)
1852-53: Dibujo de la Estampa: pase a Cabezas
(diciembre), accésit en Cabezas (abril) y premio en Cabezas
(fin de curso) 
1853-54: Dibujo de la Estampa: pase a Figuras
(enero), accésit en Figuras (abril) y mención honorífica
en Figuras (fin de curso) 
1854-55: ? 
1855-56: Antiguo: premio en Extremos (noviembre),
pase a Cabezas (enero), premio en Cabezas (marzo) y premio
en Figuras (fin de curso).
1856-57: Antiguo: premio en Figuras (noviembre-
diciembre). 
1857-58: Antiguo: premio, en Figuras (marzo) y
accésit en Figuras (fin de curso)
1858-59: Antiguo: premio en Figuras (noviembre y
mayo) 
1859-60: Antiguo: premio (octubre) y premio en
Figuras (fin de curso)
1860-61: Antiguo: accésit en Figuras (diciembre y
marzo) y premio en Figuras (fin de curso)
1861-62: Antiguo: accésit en Figuras (noviembre),
premio en Figuras (diciembre y fin de curso)
1862-63: Antiguo: premio en Figuras (marzo), premio
en Ropaje (abril) y accésit en Ropaje (fin de curso)
Allí hizo amistad con Manuel Gómez-Moreno González y formará
parte del grupo de jóvenes artistas que se reunían en la
casa paterna de Manuel en la cuesta del Granadillo en el barrio del albaicin  a competir entre ellos con dibuJos al natural
realizados a lápiz o al carboncillo. Memoria de ello queda
en un óleo de Gómez-Moreno llamado "Mis-amigos" (Manuel
Rodríguez-Bolívar,Francisco Muros y Antonio Devalque y
en un "Retrato de Francisco Muros", al lápiz, también de
Gómez-Moreno.
Muros, se estrenó en público en la Exposición de Artes
que la Sociedad Económica de Amigos del País de la
provincia organizó con motivo de las fiestas del Corpus de
1857 y lo hizo con varias obras, entre las que destacaba un
Autorretrato pintando" que le valió una medalla de plata.
Después probó suerte con la pintura escenográfica e
intervino en la decoración de la Plaza Bib-Rambla para el
Corpus en los-años 1858, 1861, 1862 y 1865, tanto en la
idea del proyecto como en la ejecución de las pinturas
y además ganó una medalla de oro con el ole "La
desesperación de Judas" en el Certamen queorganizó el
Ayuntamiento en las fiestas granadinas de 1859 . 
Por otro lado, intervino, suponemos que como
decorador, en una representación del "Nabuco" de Verdi a
beneficio de las familias de los soldados granadinos de la
guerra de África que organizó el cantante de ópera Jorge
Ronconi afincado en Granada (1860)
Como socio del Liceo granadino se personó en diversas
reuniones de su sección de Bellas Artes y participó en la
decoración de la galería de entrada del local de la
sociedad con un cuadro al temple que realizó en 1867 y
fue Secretario de su Junta Directiva en los años 1870 a 1873.
En la década de los setenta Muros estuvo presente en
la exhibición del Corpus de 1872 con su conocida. “La
desesperación de Judas" y en la famosa de 1876 “con
Interior de la Sala de Dos Hermanas" que le hizo ganador
de una medalla de plata Y además contribuyó a la
brillantez de la exhibición que la Sociedad Económica de
Amigos del País de la provincia de Granada organizó con motivo de la
visita a la ciudad del Rey Alfonso XII (1877) con varios
paisajes al óleo.
Ya en 1881 formó parte de una "Junta organizadora de
las fiestas conmemorativas de la Toma" de 1882. Y este
mismo año expuso en el escaparate de la tienda del Sr
González Alba dos cuadros inspirados en la Alhambra: "Malas
nuevas de la guerra" y "Sala de reposo de los baños"
También fue el autor de cinco lienzos alegóricos que
decoraron los techos del Café del León, realizados en doce
días.
Muros demostró su talento desde muy joven y en abril
de 1862 ganó por concurso una plaza de Delineante de la
Diputación Provincial, en la que fue confirmado por la
Dirección General de Obras Públicas el 28 de mayo de 1867,
pero, en palabras de Valladar, le fue arrebatado por "
injusticias y compromisos políticos" quedando cesante en
1881 como consecuencia de una reorganización del negociado
de Obras Públicas de la Diputación, y tuvo que acabar dejando la pintura escenográfica porque ésta no daba para vivir.
Fue, uno de los firmantes del manifiesto que los
artistas granadinos dirigieron al alcalde en dicho año
solicitando la suspensión de la Exposición de las fiestas,
y participó en una reunión que los mismos sostuvieron con
el Ayuntamiento para tratar de mejorar las fiestas del
Corpus.  Lleva a la Exposición de Arte Antiguo (1883) un
óleo de la escuela granadina del siglo XVIII que representaba
un "San Miguel".
En 1885, presenta en la primera-Exposición del Centro
Artístico una colección de óleos inspirados también en la
Alhambra y que se títulaban "Patio de los Leones“,"Patio
del Estanque", "Sala de las Dos Hermanas”, "Sala de la
Justicia" y "Cuesta de los Muertos. No quedó aquí su
relación con el Centro ya que se hizo socio y figuró de
nuevo en sus Exposiciones de 1888, 1889 y 1890. En la
primera presentó "En el Alcázar nazarita" , en la segunda
se vieron "Río Genil", "Patio de los Leones" y "Sala de
Abencerrajes" sin opción a premio por lo que le dieron un
diploma de agradecimiento y fue uno de los artistas que
consiguió vender alguna obra y en la de 1890 "Interior de la Alhambra"
Por otra parte, se ínscribió en la Sección de
Excursiones ten del curso 1888-1889  y en "Estudios
superiores de lengua española" , fue director de la clase
de Modelo de abril de 1889 a abril de 1890 y ayudó en la
decoración de la entidad con un óleo imitación de un tapiz que
figuraba una alegoría del "Origen del Dibujo" , A todo
esto hay que añadir que formó parte del Juradoque examinó
los bocetos presentados en un certamen para erigir una
estatua a Fray Luis de Granada (1889) .
Que Muros tenía buen dominio del dibujo lo prueban sus
diversos cuadros ambientados en la Alhambra , donde
destacaban sus profundos conocimientos de perspectiva así
como el que realizara un trabajo con" el arquitecto
Francisco Enríquez Ferrer" y su amigo de la juventud Manuel
Gómez-Moreno sobre los baños árabes granadinos. Esta
virtud le sirvió para entrar a trabajar como delineante del
Servicio de Obras Públicas del Ayuntamiento granadino y
también para ser profesor Auxiliar honorario de la
asignatura de Dibujo Aplicado a las artes y a la
fabricación" de la Escuela de Bellas Artes de la ciudad
durante los cursos 1891-92 a 1896-97, a donde llegó
seguramente de la mano de su amigo Gómez-Moreno y de la que
salió cuñado se redujo el número de profesores
Auxiliares
Ya con más de sesenta años de edad participó en las
Exposiciones del Corpus de 1897 y 1900 con dos "Interiores
de la Alhambra" en ambas ocasiones, ganando en la primera
de ellas una medalla de bronce , y también en la función
benéfica del Liceo con motivo de la guerra de Cuba en 1898.
Muros tuvo su domicilio en la calle Oficios n.º 8
entre los años 1888 y 1901. Falleció a las tres de la
tarde del 2 de junio de 1917, según figura en la esquela
que se publicó en "El Defensor de Granada"